# Lockhart Stadium
Le Lockhart Stadium était une enceinte sportive située à Fort Lauderdale, en Floride ; le stade est détruit en mai 2019. Il a accueilli principalement des matchs de soccer dont ceux des Strikers de Fort Lauderdale et du Fusion de Miami. Le stade a été nommé ainsi en l'honneur de l'ancien commissaire de la ville, H. Y. Lockhart.

## Histoire
Le stade est construit en 1959 afin de faciliter la pratique sportive dans les High schools. Il fait partie d'un complexe comprenant également le Fort Lauderdale Stadium. Précédemment, le stade était utilisé pour les matchs de football américain de plusieurs universités (Fort Lauderdale High School, Stranahan High School, Northeast High School et Dillard High School).
Le stade a également accueilli la finale de la Copa Interamericana 1998 entre le D.C. United et le Vasco da Gama. Les Strikers de Fort Lauderdale ont annoncé en 2016 qu'ils quittaient le Lockhart Stadium, après quoi le stade a été abandonné,.
Le conseil municipal de Fort Lauderdale a approuvé à l'unanimité l'offre de l'Inter Miami pour le projet de l'Inter Miami CF Stadium en mars 2019. Le stade sera démoli pour faire place à un centre d’entraînement ultramoderne, d’un nouveau stade et de terrains de jeux utilisés par l’académie de soccer pour un montant de 60 millions de dollars.
Le 3 avril 2019, la ville de Fort Lauderdale autorise l'Inter Miami à entamer le processus de démolition. Le stade est démoli le 8 mai.